# Stephen Ward (Fußballspieler)
Stephen Robert Ward (* 20. August 1985 in Portmarnock) ist ein irischer Fußballspieler. Der ehemalige U-21-Nationalspieler seines Landes begann seine Karriere als Mittel- und linker Flügelstürmer; danach war er häufiger im linken Mittelfeld oder auf der Außenverteidigerposition zu finden.

## Vereinskarriere
Der unweit von Dublin in Portmarnock geborene Stephen Ward begann seine Profilaufbahn beim Hauptstadtklub Bohemians Dublin. Bereits bei seinem Debüt schoss der junge Stürmer am 15. August 2003 zwei Tore im FAI Cup gegen Skerries Town. Im selben Monat debütierte der frühere Schülernationalspieler für die irische U-19-Auswahl und ließ in einem EM-Qualifikationsspiel gegen San Marino seine ersten drei Tore folgen. Kurze Zeit später erhielt das erst 18-jährige Talent erste Berufungen in die U-21-Nationalmannschaft und kam im April 2004 gegen Polen zu seinem Einstand. Bei den „Bohs“ etablierte er sich schnell in der Stammformation und zeigte früh seine vielseitige Einsetzbarkeit. Nach seiner anfänglichen Hauptrolle als kopfballstarker Mittelstürmer wechselte er unter dem neuen Spielertrainer Gareth Farrelly auf die linke Flügelposition.
Seine Leistungen blieben auch in England nicht unentdeckt und so bat ihn Mick McCarthy zum Probetraining beim AFC Sunderland. Dort kam es vorerst nicht zu einer Vertragsschließung und Ward kehrte nach Irland zurück. Ein halbes Jahr nachdem sein „Entdecker“ mittlerweile bei den Wolverhampton Wanderers in der zweitklassigen Football League Championship angeheuert hatte, verpflichtete ihn McCarthy dann im Januar 2007. Nach Presseinformationen war die höchste Ablösesumme für einen Spieler aus der höchsten irischen Spielklasse gezahlt worden, obwohl die beteiligten Vereine Stillschweigen über die genaue Höhe vereinbart hatten. Mit drei Toren in den ersten sechs Meisterschaftsspielen führte sich Ward gut in das neue Umfeld ein und im Februar 2007 gewann er die Auszeichnung zum besten Zweitligaspieler des Monats („Championship Player of the Month“). Er absolvierte alle verbleibenden Saisonspiele, an deren Ende die „Wolves“ in die Play-off-Spiele einzogen.
In der Saison 2007/08 wich Ward wie bereits in Dublin auf die linke Mittelfeldposition zurück. Dabei vertrat er den verletzten Matt Jarvis, verpasste dann aber die letzten drei Monate der Spielzeit aufgrund einer hartnäckigen Knieverletzung. In der Aufstiegssaison 2008/09 entschloss sich Trainer McCarthy wegen der Verletzung von George Elokobi zu einem Experiment auf der linken Abwehrseite, zumal die spätere Ersatzverpflichtung von Matt Hill noch nicht in „trockenen Tüchern“ war. Bereits bei seinem Einstand im Januar 2007 hatte Ward auf der linken Außenverteidigerposition ausgeholfen und den auf neun Spieler dezimierten Wolves gegen Norwich City den 1:0-Sieg gerettet. Mit konstanten Leistungen als Linksverteidiger festigte er sich endgültig seinen Ruf als „Allround-Spieler“.
Im August 2014 wechselte Ward zum Premier-League-Aufsteiger FC Burnley und unterzeichnete dort einen Dreijahresvertrag. Verletzungsbedingt absolvierte der Neuling in der ersten Saison 2014/15 nur zehn Pflichtspiele; dazu kam der Abstieg in die Zweitklassigkeit. In den folgenden drei Jahren erarbeitete er sich aber sukzessive einen Stammplatz, als er nach dem erneuten Wiederaufstieg in den folgenden zwei Jahren bis 2018 mit dem Klub den jeweiligen Klassenerhalt sicherstellte, wobei er sich mit dem achten Platz in der Saison 2017/18 mit Burnley für die Europa League qualifizierte. In der folgenden Saison 2018/19 verlor er seinen Stammplatz an Charlie Taylor und im März 2019 wurde bekannt gegeben, dass Ward mit Ende seines Vertragslaufzeit Burnley verlassen werde.
Ende Juni 2019 unterschrieb Ward beim Zweitligisten Stoke City einen neuen Einjahresvertrag. Im August 2020 folgte der nächste Wechsel zum Drittligisten Ipswich Town und ein Jahr später eine weitere Spielklasse tiefer für die Saison 2021/22 zum FC Walsall.

## Karriere in der Nationalmannschaft
Seit 2011 gehörte Ward zum Kader der irischen Fußballnationalmannschaft und nahm an der Euro 2012 teil.
Bei der Fußball-Europameisterschaft 2016 in Frankreich wurde er in das Aufgebot Irlands aufgenommen. In der ersten Partie des Turniers blieb er noch draußen, danach spielte er alle übrigen Partien über die volle Spielzeit. Im Achtelfinale schied das Team gegen den Gastgeber aus.